# Valea Chioarului
Valea Chioarului – wieś w Rumunii, w okręgu Marmarosz, w gminie Valea Chioarului. W 2011 roku liczyła 574 mieszkańców.